# Winona, Minnesota
Winona är en stad i Winona County i delstaten Minnesota i USA med en yta av 61 km² och en folkmängd som enligt United States Census Bureau uppgår till 27 592 invånare (2010).
Winona fick stadsrättigheter 1857. Det är säte för Winona State University och administrativ huvudort i Winona County.
Stadens största arbetsgivare är industriföretaget Fastenal som har sitt huvudkontor i staden.